# محمية المحيط الحيوي لأرز الأطلس

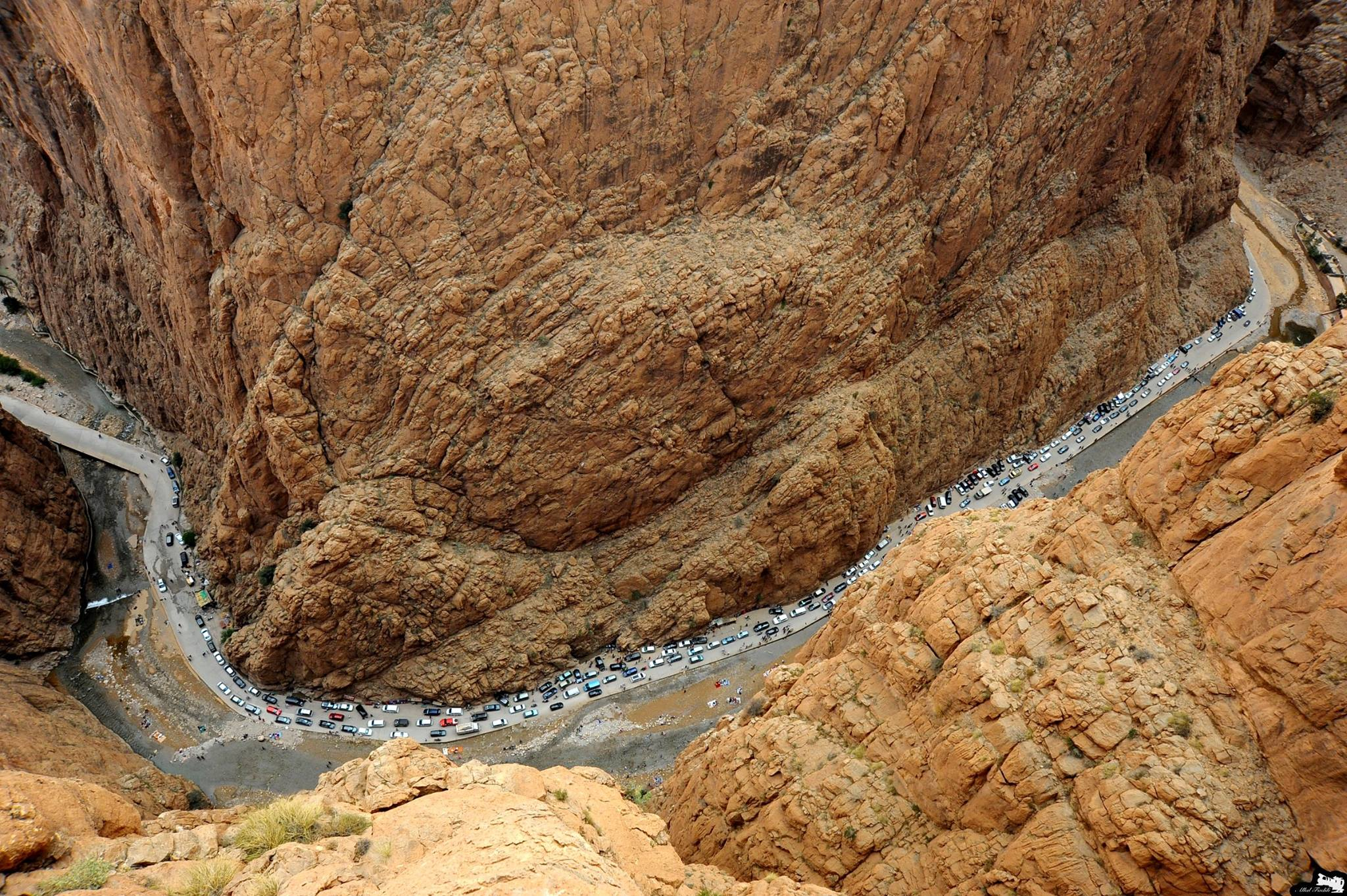
أحد الأودية الواقعة في الجزء الشرقي من جبال الأطلس بالمغرب

محمية المحيط الحيوي لأرز الأطلس هي محمية محيط حيوي تقع في جبال الأطلس في المغرب، صادقت عليها اليونسكو في عام 2016. تعد هذه المحمية موطنًا لخمسة وسبعين بالمئة من أشجار أرز الأطلس في العالم. هذا الجزء من جبال الأطلس غنيٌ بالنُظم البيئية وقممها التي تصل إلى 3,700 متر (12,100 قدم) تزوِّد المنطقة بموارد مائية بالغة الأهمية. تؤثر مزارع الفواكه والزراعة الحديثة والأنشطة السياحية، التي حلت محل التقاليد الرعوية شبه البدوية سلبًا على الموارد المائية الشحيحة.